# Handsome Guys
Handsome Guys (핸썸가이즈?, Haensseom ga-ijeuLR) è un varietà sudcoreano trasmesso su tvN dal 1º dicembre 2024.

## Descrizione
In ogni puntata, il cast fisso (composto dagli attori Cha Tae-hyun, Lee Yi-kyung e Shin Seung-ho, dal lottatore Kim Dong-hyun e dallo schermidore Oh Sang-uk) viene raggiunto da un ospite e si divide in due terzetti (la squadra Handsomes e la squadra Guys) per esplorare nell'arco di dodici ore una provincia sudcoreana attraverso nove dei suoi personaggi o elementi culturali, naturali e turistici rappresentativi situati in altrettante località. Le mete sono distribuite su una griglia 3x3 e la missione di ciascuna squadra è realizzare un tris prima dell'altra: per aggiudicarsi la casella devono recarsi sul posto prescelto e rispondere correttamente a un quiz sull'argomento protagonista. In caso di risposta esatta, ricevono anche la possibilità di assaggiare immediatamente una specialità locale, ma possono rifiutare per risparmiare tempo e avvantaggiarsi sugli avversari, tenendo però in considerazione che non possono fare altri pasti durante la gara. Ogni squadra ha inoltre a disposizione tre carte-imprevisto pescate casualmente prima del viaggio che possono avere effetti positivi (come ritentare una risposta sbagliata) o negativi (come dover fare obbligatoriamente sosta presso un autolavaggio). Il premio di chi realizza per primo il tris è lasciare le riprese e tornare subito a casa, mentre i perdenti rimangono un giorno in più nella provincia e vengono sottoposti ad una punizione. Questo format è stato adottato fino alla puntata 18.
Dalla puntata 19, trasmessa il 17 aprile 2025, Handsome Guys ha cambiato giorno di programmazione (giovedì anziché domenica) e format: le puntate sono ora a tema culinario, e il cast visita ristoranti di Seul di settimana in settimana per consigliare dei menù agli spettatori. Per ogni pasto vengono proposti due piatti diversi, e ciascun membro del cast può sceglierne uno solo da assaggiare. Non ci sono più squadre né bingo, ma restano i quiz: se viene data la risposta giusta, paga chi non ha mangiato, altrimenti paga chi ha mangiato. Il cambio di programmazione e formato ha aiutato il programma a risollevare gli ascolti, passando dallo 0,9% di share all'1,8%.

## Puntate

### Puntate 1-18
| #  | Data di trasmissione | Ospite         | Destinazione              | Obiettivi |
| -- | -------------------- | -------------- | ------------------------- | --- |
| 1  | 1º dicembre 2024     | Jin dei BTS    | Gyeongsang Meridionale    | Beni culturali: - Reliquie di Gwak Jae-u (Uiryeong) - Antiche tombe sul Marisan (Haman) - Dipinto appeso al tempio Yongmunsa (Namhae) - Sala Sebyeonggwan (Tongyeong) - Piattaforma per le ordinazioni al tempio Tongdosa (Yangsan) - Zone umide di Upo (Changnyeong) - Statua in pietra di Buddha seduto a Yongseondae nel tempio di Gwallyongsa (Changnyeong) - Pagoda di pietra a tre piani di Beomhak-ri, Sancheong (Jinju) - Dipinto Donggwoldo (Busan)                                                    |
| 2  | 8 dicembre 2024      | Jin dei BTS    | Gyeongsang Meridionale    | Beni culturali: - Reliquie di Gwak Jae-u (Uiryeong) - Antiche tombe sul Marisan (Haman) - Dipinto appeso al tempio Yongmunsa (Namhae) - Sala Sebyeonggwan (Tongyeong) - Piattaforma per le ordinazioni al tempio Tongdosa (Yangsan) - Zone umide di Upo (Changnyeong) - Statua in pietra di Buddha seduto a Yongseondae nel tempio di Gwallyongsa (Changnyeong) - Pagoda di pietra a tre piani di Beomhak-ri, Sancheong (Jinju) - Dipinto Donggwoldo (Busan)                                                    |
| 3  | 15 dicembre 2024     | Choo Sung-hoon | Jeolla Meridionale        | Alcolici: - Yakju (Yeongam) - Makgeolli A (Haenam) - Makgeolli B (Haenam) - Makgeolli (Yeosu) - Soju (Gangjin) - Dongdongju (Naju) - Takju (Suncheon) - Hongju (Jindo) |
| 4  | 22 dicembre 2024     | Choo Sung-hoon | Jeolla Meridionale        | Alcolici: - Yakju (Yeongam) - Makgeolli A (Haenam) - Makgeolli B (Haenam) - Makgeolli (Yeosu) - Soju (Gangjin) - Dongdongju (Naju) - Takju (Suncheon) - Hongju (Jindo) |
| 5  | 5 gennaio 2025       | Jin dei BTS    | Jeju                      | Architetture: - Giardino V (Seogwipo) - Chiesa Bangju (Seogwipo) - Casa di Mun Hyeong-haeng (Jeju) - Mir Guesthouse (Jeju) - Aerodromo di Alddreu (Seogwipo) - Biblioteca di Sora (Seogwipo) - Mokwoljae (Jeju) - Jeju World Cup Stadium (Seogwipo) - Ctesiphon House (Jeju) |
| 6  | 12 gennaio 2025      | Jin dei BTS    | Jeju                      | Architetture: - Giardino V (Seogwipo) - Chiesa Bangju (Seogwipo) - Casa di Mun Hyeong-haeng (Jeju) - Mir Guesthouse (Jeju) - Aerodromo di Alddreu (Seogwipo) - Biblioteca di Sora (Seogwipo) - Mokwoljae (Jeju) - Jeju World Cup Stadium (Seogwipo) - Ctesiphon House (Jeju) |
| 7  | 19 gennaio 2025      | Ahn Jae-hyun   | Chungcheong Meridionale   | Beni culturali: - Bruciatore di incenso in bronzo dorato di Baekje (Buyeo) - Pagoda in pietra a cinque piani del tempio Jeongnimsa (Buyeo) - Triade del Buddha scolpita nella pietra (Seosan) - Resti del palazzo del governo generale della Corea (Cheonan) - Nanjung ilgi (Asan) - Statua in pietra del Bodhisattva Maitreya seduto al tempio Gwanchoksa (Nonsan) - Sala principale del tempio Sudeoksa (Yesan) - Reliquie di Yun Bong-gil (Yesan) - Guardiano di pietra dalla tomba del re Muryeong (Gongju) |
| 8  | 26 gennaio 2025      | Ahn Jae-hyun   | Chungcheong Meridionale   | Beni culturali: - Bruciatore di incenso in bronzo dorato di Baekje (Buyeo) - Pagoda in pietra a cinque piani del tempio Jeongnimsa (Buyeo) - Triade del Buddha scolpita nella pietra (Seosan) - Resti del palazzo del governo generale della Corea (Cheonan) - Nanjung ilgi (Asan) - Statua in pietra del Bodhisattva Maitreya seduto al tempio Gwanchoksa (Nonsan) - Sala principale del tempio Sudeoksa (Yesan) - Reliquie di Yun Bong-gil (Yesan) - Guardiano di pietra dalla tomba del re Muryeong (Gongju) |
| 9  | 2 febbraio 2025      | Woo Sang-hyeok | Seul                      | Celebrità nate nell'Anno del Serpente: - 1941: non incontrata - 1953: non incontrata - 1965: Jang Ho-il degli 015B - 1977 (donna): non incontrata - 1977 (uomo): Rhymer - 1989 (donna): Jun Hyo-seong - 1989 (uomo): Kim Woo-bin - 2001: Eunho degli Younite - 2013: Hong Jae-min |
| 10 | 9 febbraio 2025      | Woo Sang-hyeok | Seul                      | Celebrità nate nell'Anno del Serpente: - 1941: non incontrata - 1953: non incontrata - 1965: Jang Ho-il degli 015B - 1977 (donna): non incontrata - 1977 (uomo): Rhymer - 1989 (donna): Jun Hyo-seong - 1989 (uomo): Kim Woo-bin - 2001: Eunho degli Younite - 2013: Hong Jae-min |
| 11 | 16 febbraio 2025     | Yoon Kyung-ho  | Gyeonggi                  | Creatori di contenuti: - Cover di canzoni a Hanam: Greg - Consigli di bellezza a Yangju - Esercizi fisici a Namyangju: Honggangsa - Lifestyle a Seongnam: Lee "Jungriking" Ji-young - Animali esotici a Seongnam: Jungbrre - Vita di campagna a Yangpyeong: Sonmat Halmeoni - Casting stradale a Yongin: Cast U - Mukbang a Pocheon: Burger Hyung |
| 12 | 23 febbraio 2025     | Yoon Kyung-ho  | Gyeonggi                  | Creatori di contenuti: - Cover di canzoni a Hanam: Greg - Consigli di bellezza a Yangju - Esercizi fisici a Namyangju: Honggangsa - Lifestyle a Seongnam: Lee "Jungriking" Ji-young - Animali esotici a Seongnam: Jungbrre - Vita di campagna a Yangpyeong: Sonmat Halmeoni - Casting stradale a Yongin: Cast U - Mukbang a Pocheon: Burger Hyung |
| 13 | 2 marzo 2025         | John Park      | Jeolla Settentrionale     | Prodotti di panetteria e pasticceria: - Pane all'aglio (Jeongeup) - Baguette burger (Jeonju) - Kaeseong juak (Buan) - Cheesecake (Imsil) - Hotteok (Gimje) - Pane di mais (Iksan) - Jjinppang (Buan) - Castella di riso (Gunsan) |
| 14 | 9 marzo 2025         | John Park      | Jeolla Settentrionale     | Prodotti di panetteria e pasticceria: - Pane all'aglio (Jeongeup) - Baguette burger (Jeonju) - Kaeseong juak (Buan) - Cheesecake (Imsil) - Hotteok (Gimje) - Pane di mais (Iksan) - Jjinppang (Buan) - Castella di riso (Gunsan) |
| 15 | 16 marzo 2025        | Kwak Si-yang   | Gangwon                   | Piatti di spaghetti coreani: - Jang kalguksu (Gangneung) - Jjamppong (Gangneung) - Hamhung naengmyeon (Sokcho) - Hoe guksu (Sokcho) - Kotdeungchigi guksu (Jeongseon) - Dongchimi makguksu (Goseong) - Memil guksu (Pyeongchang) - Gamja ongsimi (Yangyang) |
| 16 | 23 marzo 2025        | Kwak Si-yang   | Gangwon                   | Piatti di spaghetti coreani: - Jang kalguksu (Gangneung) - Jjamppong (Gangneung) - Hamhung naengmyeon (Sokcho) - Hoe guksu (Sokcho) - Kotdeungchigi guksu (Jeongseon) - Dongchimi makguksu (Goseong) - Memil guksu (Pyeongchang) - Gamja ongsimi (Yangyang) |
| 17 | 6 aprile 2025        | Lee Si-eon     | Gyeongsang Settentrionale | Architetture: - Casa Mansan (Bonghwa) - Hotel di hanok Rakkojae (Andong) - Casa con tre alberi (Sangju) - Casa di legno Hangreen (Yeongju) - Padiglione Choganjeong (Yecheon) - Casa dal tetto stondato (Mungyeong) |
| 18 | 13 aprile 2025       | Lee Si-eon     | Gyeongsang Settentrionale | Architetture: - Casa Mansan (Bonghwa) - Hotel di hanok Rakkojae (Andong) - Casa con tre alberi (Sangju) - Casa di legno Hangreen (Yeongju) - Padiglione Choganjeong (Yecheon) - Casa dal tetto stondato (Mungyeong) |

### Puntate 19-in corso
| #  | Data di trasmissione | Destinazione                    |
| -- | -------------------- | ------------------------------- |
| 19 | 17 aprile 2025       | Yeouido                         |
| 20 | 24 aprile 2025       | Euljiro                         |
| 21 | 1 maggio 2025        | Yeonhui-dong e Yeonnam-dong     |
| 22 | 8 maggio 2025        | Jamsil                          |
| 23 | 15 maggio 2025       | Hannam-dong                     |
| 24 | 22 maggio 2025       | Mullae-dong                     |
| 25 | 29 maggio 2025       | Buam-dong e Seocheon            |
| 26 | 5 giugno 2025        | Seolleung                       |
| 27 | 12 giugno 2025       | Achasan e Gunja-dong            |
| 28 | 19 giugno 2025       | Sindang-dong e Yaksu-dong       |
| 29 | 26 giugno 2025       | Namyeong-dong                   |
| 30 | 3 luglio 2025        | Pyeongchang-dong                |
| 31 | 10 luglio 2025       | Seongsu-dong                    |
| 32 | 17 luglio 2025       | Mercato Gyeongdong              |
| 33 | 24 luglio 2025       | Gongneung-dong                  |
| 34 | 31 luglio 2025       | Daehak-ro                       |
| 35 | 7 agosto 2025        | Bangbae-dong e villaggio Seorae |
| 36 | 14 agosto 2025       | Mercato Sinheung                |